# Per Oskar Kjølaas

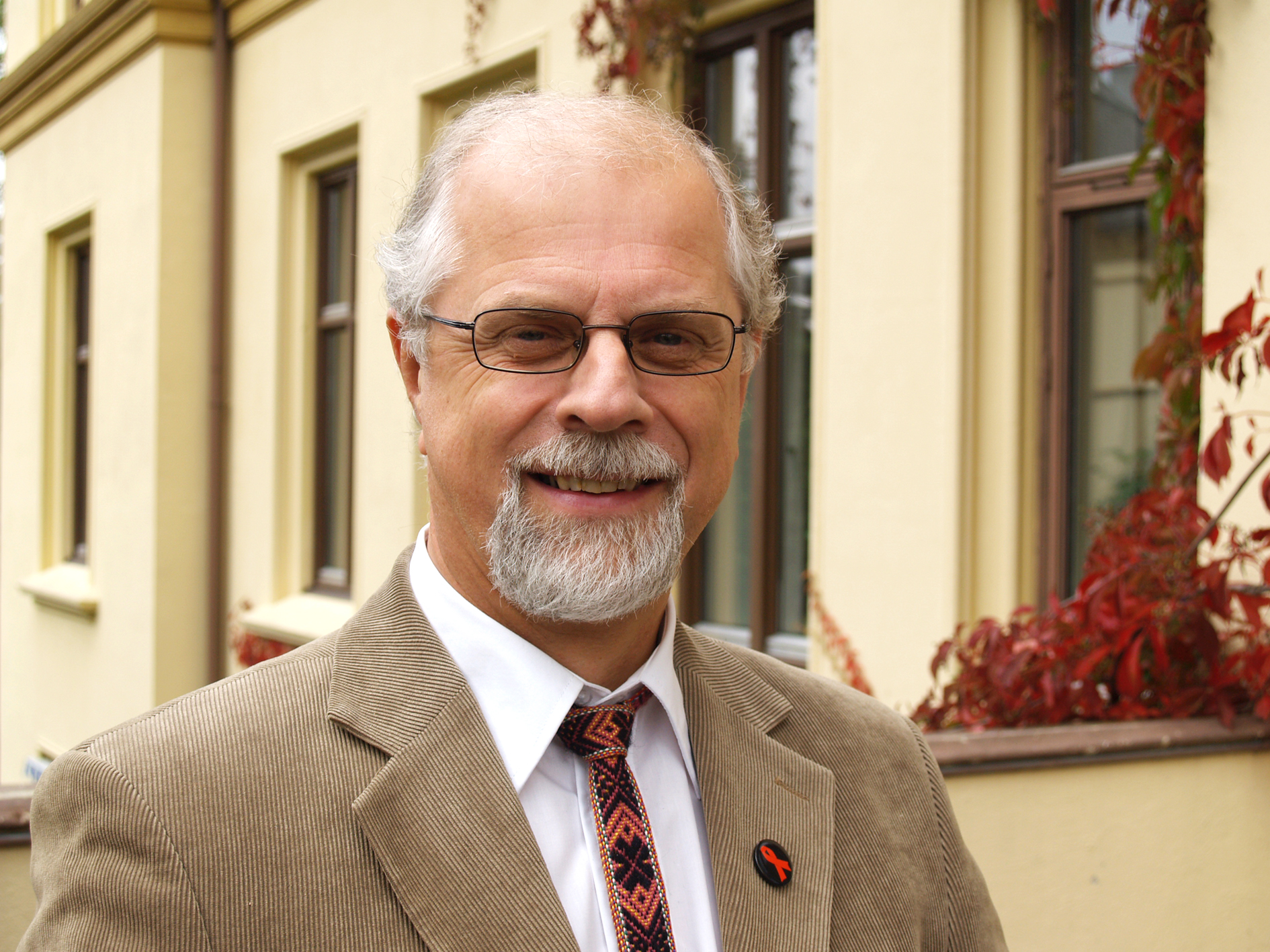
Per Oskar Kjølaas

Per Oskar Kjølaas (* 25. Mai 1948 in Kirkenes) war von 2002 bis 2014 Bischof der lutherischen Norwegischen Kirche im Bistum Nord-Hålogaland (Troms und Finnmark).

## Leben
Nach seiner Schulzeit studierte Kjølaas Samische Sprachen an der Universität Oslo und Theologie an der Theologischen Hochschule (Menighetsfakultetet). Das Studium beendete er 1974. Danach war Kjølaas als Pastor in Nordnorwegen tätig, unter anderem in Sortland, Kautokeino und Karasjok.
Kjølaas hat mehrere theologische Bücher verfasst. Außerdem übersetzte er Luthers Kleinen Katechismus ins Nordsamische. Mit Nils Jernsletten und Britt Rajala übertrug er das Neue Testament ins Nordsamische (1998). 2002 wurde er Leiter einer Projektgruppe, die eine samische Neuübersetzung der Bibel bis 2019 zum Ziel hat. Beteiligt sind die Bibelgesellschaften in Norwegen, Schweden und Finnland.